# دهستان دونگتو
دهستان دونگتو (به لاتین: Dungtoe Gewog) یک دهستان در کشور بوتان است که در ناحیهٔ سامتس واقع شده‌است.